# Icó
Icó is een gemeente in de Braziliaanse deelstaat Ceará. De gemeente telt 65.612 inwoners (schatting 2009).
De gemeente grenst aan Jaguaribe, Pereiro, São Miguel, Venha-Ver, Bernardino Batista, Poço Dantas, Umari, Lavras da Mangabeira, Cedro, Iguatu en Orós.